# William Few
Pour les articles homonymes, voir Few.
William Few, Jr., né le 8 juin 1748 dans le Maryland et mort le 16 juillet 1828 à Fishkill-on-Hudson, est un homme politique, homme d'affaires et fermier américain. Il est l'un des signataires de la Constitution des États-Unis et donc un des Pères fondateurs des États-Unis.